# Elezioni amministrative in Italia del 1977
Le elezioni amministrative italiane del 1977 si tennero il 17 e 18 aprile per il rinnovo di 34 consigli comunali (tra cui Abano Terme, Capua, Castellammare di Stabia e San Marco in Lamis) e del consiglio provinciale di Rovigo.

## Elezioni provinciali

### Provincia di Rovigo
| Liste                                                  | Voti   | %    | Seggi |
| ------------------------------------------------------ | ------ | ---- | ----- |
| Democrazia Cristiana (DC)                              | 66.634 | 38,5 | 10    |
| Partito Comunista Italiano (PCI)                       | 64.859 | 37,4 | 9     |
| Partito Socialista Italiano (PSI)                      | 18.657 | 10,7 | 3     |
| Partito Socialista Democratico Italiano (PSDI)         | 10.682 | 6,1  | 1     |
| Movimento Sociale Italiano - Destra Nazionale (MSI-DN) | 5.515  | 3,1  | 1     |
| Partito Repubblicano Italiano (PRI)                    | 2.662  | 1,5  | -     |
| Partito Liberale Italiano (PLI)                        | 2.299  | 1,3  | -     |
| Democrazia Proletaria (DP)                             | 1.734  | 1,0  | -     |
| Totale                                                 |        |      |       |